# Erik Gatenholm
Paul Erik Gatenholm, född 23 augusti 1989, är en svensk entreprenör.

## Biografi
Erik Gatenholm är son till Paul Gatenholm och Maria Gatenholm. Han växte upp huvudsakligen i Blacksburg i Virginia i USA. Han studerade 2008–2012 företagsekonomi på Virginia Polytechnic Institute and State University i Blacksburg och 2014–2016 på Handelshögskolan vid Göteborgs universitet, med en magisterexamen 2016.
År 2008 startade han i USA det bioteknologiska företaget BC Genesis, som bland annat utvecklade vävnader för reparera bråck som en kommersialisering av Virginia Tech-ägd immaterialrättslig egendom. 
Erik Gatenholm kom i kontakt med 3D-bioskrivning 2014. Vid denna tid blandade forskare och läkemedelsföretag själva det biobläck de behövde. Han var medgrundare 2016 av biobläckföretaget Cellink AB (från 2021 Bico Group AB).
Han blev Årets företagare 2019 och fick priset Svenska Dagbladets affärsbragd 2020.

### Familj
Erik Gatenholm är gift med Gabriella Gatenholm. Paret har två barn.